# Cinema Quarteto
O Cinema Quarteto era um edifício situado na Rua Flores do Lima, nº16, em Lisboa, Portugal. Desenhado pelo arquiteto Nuno San-Payo e idealizado pelo escritor e cineasta Pedro Bandeira Freire, abriu portas ao público em 21 de novembro de 1975, tornando-se na primeira sala de cinema multiplex em Portugal. Encerrou em 16 de novembro 2007.

## História
Com o intuito de albergar filmes do cinema alternativo, o Cinema Quarteto, que era constituído por quatro pequenas salas de cinema, com lotação de 716 lugares, distribuídos por dois andares (cave e piso térreo), abriu portas em 21 de novembro de 1975, com a exibição dos filmes "Um Filme Doce" (Sweet Movie, 1974) de Dusan Makavejev, "E Deram-lhe uma Espingarda" (Johnny Got His Gun, 1971) de Dalton Trumbo, "Amor em Tons Eróticos" (Älskande Par, 1964) de Mai Zetterling e "São Miguel Tinha um Galo" (San Michele Aveva Un Gallo, 1972) dos irmãos Vittorio e Paolo Taviani.
Distinguindo-se pela sua seleção de filmes, o seu público era essencialmente composto por universitários e cinéfilos que também frequentavam os cineclubes da capital portuguesa ou ainda os ciclos de cinema da Fundação Calouste Gulbenkian e da Cinemateca Portuguesa, sendo no seu espaço realizadas mostras de cinema soviético e francês, semanas de realizadores, maratonas de filmes pela noite dentro ou ainda peças de teatro, como "A Verdadeira História de Jack, o Estripador", encenada por Carlos Avillez, com Ana Zanatti e Zita Duarte no elenco principal, que no dia de estreia contou com a presença de Isabelle Huppert na plateia.
Foi ainda o local de estreia de vários filmes portugueses, como "Uma Tragédia Portuguesa" (1979) de Luís Filipe Rocha, "Kilas, o Mau da Fita" (1981) de José Fonseca e Costa, "Um Filme no Feminino" (1983) de Monique Rutler e "Adeus Princesa" (1991) de Jorge Paixão da Costa.
Necessitando de grandes obras, o cinema começou a entrar em declínio nos anos 90, sendo explorado pela distribuidora Castello Lopes e posteriormente, em 2006, pela Associação Cine-Cultural da Amadora. Após uma vistoria da Inspeção Geral das Actividades Culturais, o cinema encerrou portas a 16 de novembro de 2007 por não apresentar condições de segurança em caso de incêndio.
Em 2013, o edifício foi comprado pela Igreja Plenitude de Cristo, que no entanto nunca utilizou o espaço. Após anos em estado devoluto, foi convertido num espaço de coworking para startups em 2019.